# Mavrovouni (Euböa)
Mavrovouni (griechisch Μαυροβούνι (n. sg.)) ist mit 1189 m ein nördlicher Ausläufer und vorgelagerter Gipfel des Dirfys-Gebirges (Ορη Δίρφη), dem beherrschenden Gebirge im Norden von Zentral-Euböa. Er ist direkt mit dem Skotini (Σκοτεινή) verbunden. Nahegelegene Berge sind die Berge Ortari (Ορτάρι) und Xerovouni (Ξεροβούνι). Weiter südlich befindet sich das Massiv Kadditiko - Passiotiko - Manikiatiko. Der nächstgelegene Ort ist Kastrovala Forest (Karystia) und Metochi in Kymi (Κύμη) sowie Agii Apostoli und Koutourla
Der Gebirgszug ist eines der bedeutenderen Karstgebiete Griechenlands mit vielen Höhlen. Er wurde unter der Nummer A00010054 im Projekt CORINE Land Cover aufgenommen. In der Folge wurde das Schutzgebiet Esthetiko Dasos Stenis (Αισθητικό Δάσος Στενής - Dasos Stenis) eingerichtet. Es ist ein bedeutendes Gebiet in Bezug auf die Flora mit vielen endemischen Gebirgspflanzen sowie einer großen Anzahl von Vogelarten, unter anderem Geiern, Adlern und Uhus.

## Liste geschützter Tier- und Pflanzenarten
| - Abies cephalonica (Κεφαλλονίτικο έλατο) - Acer opalus hyrcanum (Σφενδάμι σερβικό) - Adenocarpus complicatus complicatus (Αδενόκαρπος ο συμπεπτηγμένος) - Aethionema iberideum - Alcea pallida pallida - Allium calamarophilon - Anthriscus nemorosa - Asperula suffruticosa - Astragalus creticus rumelicus - Athamanta macedonica - Berberis cretica (Βερβερίς η κρητική) - Bolanthus graecus - Campanula constantinii - Campanula cymaea - Cardamine raphanifolia acris - Carum graecum graecum - Castanea sativa (Καστανιά) - Cephalaria flava setulifera - Cerastium banaticum speciosum - Cerastium candidissimum - Chaerophyllum aromaticum - Cirsium heldreichii euboicum - Cirsium heldreichii heldreichii - Corydalis bulbosa blanda - Crepis incana - Cruciata taurica euboea - Damasonium alisma - Daphne jasminea (Δαφνούλα ιασμινοειδής) - Dianthus biflorus - Dianthus diffusus - Draba parnassica - Drypis spinosa - Epilobium angustifolium - Erophila verna verna - Erysimum microstylum - Euphorbia amygdaloides heldreichii - Euphorbia deflexa - Fritillaria euboeica - Galium citraceum - Galium melanantherum - Galium thymifolium - Genista millii (Γενίστα η Μίλιος) - Geocaryum parnassicum - Geranium macrorrhizum - Hypericum delphicum - Hypericum fragile - Ilex aquifolium (Αρκουδοπούρναρο) - Juniperus foetidissima (Βουνοκυπάρισσο) - Lamium garganicum striatum - Laserpitium siler garganicum - Lepidium hirtum nebrodense - Lilium chalcedonicum - Linum aroanium - Linum elegans - Lysimachia serpyllifolia - Malcolmia macrocalyx scyria - Malva neglecta - Menyanthes trifoliata - Narcissus poeticus poeticus - Nepeta argolica dirphya - Onobrychis alba laconica - Onosma erectum erectum - Orchis purpurea - Origanum lirium - Origanum scabrum - Ornithogalum exaratum - Paeonia mascula hellenica - Paronychia albanica graeca - Phyllitis scolopendrium - Platanus orientalis (Πλάτανος) - Polygala nicaeensis tomentella - Polygonum equisetiforme - Polygonum idaeum - Populus tremula (Τρεμόλευκα) - Rhamnus saxatilis prunifolius (Ράμνος ο προυνόφυλλος) - Ribes orientale (Ρίμπες το ανατολικό) - Rindera graeca - Satureja parnassica parnassica - Saxifraga exarata - Saxifraga scardica - Saxifraga sempervivum - Saxifraga sibthorpii - Scabiosa taygetea taygetea - Scutellaria rupestris parnassica - Sedum cepaea - Senecio ambiguus ambiguus (Σενέκιο το αμφίβολο) - Senecio eubaeus - Sideritis euboea - Silene dirphya - Silene multicaulis genistifolia - Smyrnium orphanidis - Sorbus aria aria (Ασημοσορδιά) - Stachys tetragona - Taraxacum gracilens - Taraxacum molybdocephalum - Taxus baccata (Ίταμος) - Teucrium montanum helianthemoides - Thlaspi ochroleucum - Thymus dolopicus - Valeriana alliariifolia - Verbascum delphicum - Verbascum euboicum - Viola alba dehnhardtii - Viola alba thessala - Viola chelmea - Viola dirphya - Viola euboea - Viola reichenbachiana - Viola sieheana | - Accipiter gentilis gentilis (Διπλοσάινο) - Alectoris graeca (Πετροπέρδικα) - Anthus campestris campestris (Χαμοκελάδα) - Apus melba melba (Σκεπαρνάς) - Aquila chrysaetos chrysaetos (Χρυσαητός) - Bubo bubo bubo (Μπούφος) - Caprimulgus europaeus (Γυδοβυζάχτρα) - Cinclus cinclus aquaticus (Νεροκότσυφας) - Circaetus gallicus (Φιδαητός) - Emberiza caesia (Σκουρόβλαχος) - Emberiza cia (Βουνότσιχλονο) - Falco eleonorae (Μαυροπετρίτης) - Falco peregrinus brookei (Πετρίτης) - Gyps fulvus (Όρνιο) - Hieraaetus fasciatus (Σπιζαητός) - Hydrobates pelagicus (Υδροβάτης) - Lanius collurio collurio (Αητόμαχος) - Lullula arborea arborea (Δεντροσταρήθρα) - Monticola solitarius (Γαλαζοκότσυφας) - Motacilla cinerea (Σταχτοσουσουράδα) - Pernis apivorus (Σφηκιάρης) - Phylloscopus bonelli orientalis (Βουνοφυλλοσκόπος) - Sitta europaea caesia (Δεντροτσοπανάκος) - Sitta neumayer neumayer (Βραχοτσοπανάκος) - Strix aluco aluco (Χουχουριστής) - Sylvia atricapilla (Μαυροσκούφης) - Sylvia curruca curruca (Λαλοτσιροβάκος) - Turdus viscivorus (Τσαρτσάρα) - Tyto alba alba (Τυτώ) - Bombina variegata scabra (Κιτρινοβομβίνα) - Bufo viridis viridis (Πρασινόφρυνος) - Coluber gemonensis gemonensis - Hyla arborea arborea (Δεντροβάτραχος) |